# 15 août
Pour les articles homonymes, voir 15 août (cinéma) et Quinze-Août.
15 juillet 15 septembre
Chronologies thématiques
- Croisades
- Ferroviaires
- Sports
- Disney
- Anarchisme
- Catholicisme

Abréviations / Voir aussi
- (° 1852) = né en 1852
- († 1885) = mort en 1885
- a.s. = calendrier julien
- n.s. = calendrier grégorien
- Calendrier
- Calendrier perpétuel
- Liste de calendriers
- Naissances du jour

Le 15 août ou 15 aout est le 227e jour de l’année du calendrier grégorien, le 228e en cas d’année bissextile.
C’était généralement le 28e jour du mois de thermidor dans le calendrier républicain français, officiellement dénommé jour du lupin.

## Événements

### VIIIesiècle
- 778 : bataille de Roncevaux.

### XIIesiècle
- 1118 : Jean II Comnène devient empereur byzantin.

### XIIIesiècle
- 1271 : couronnement de Philippe III le Hardi, en la cathédrale de Reims.

### XVesiècle
- 1415 : prise de la Ceuta par Jean Ier, début du « Maroc espagnol »
- 1429 : bataille de Montépilloy (guerre de Cent Ans).
- 1443 : fin du siège de Dieppe (guerre de Cent Ans).
- 1461 : sacre de Louis XI de France, en la cathédrale de Reims.

### XVIesiècle
- 1519 : la première ville de Panama est fondée par les Espagnols de Pedro Arias Dávila[2]. Détruite le 28 janvier 1671, après la bataille de Mata Asnillos, elle est reconstruite le 21 janvier 1673, à 8 km au sud-ouest, dans un lieu mieux protégé et plus sain qui deviendra l'actuelle ville de Panama.
- 1549 : François Xavier débarque à Kagoshima, au Japon.

### XVIIIesiècle
- 1717 : Traité d'alliance franco-russe est signé à Amsterdam le 15 août 1717.
- 1768 : Louis XV proclame officiellement la réunion de la Corse au royaume de France (voir naissance corse en 1769 ci-après).
- 1799 : bataille de Novi (deuxième campagne d’Italie).

### XXesiècle
- 1914 : inauguration du canal de Panama.
- 1920 : victoire de la Pologne contre le mouvement soviétique, dans le cadre de la guerre soviéto-polonaise.

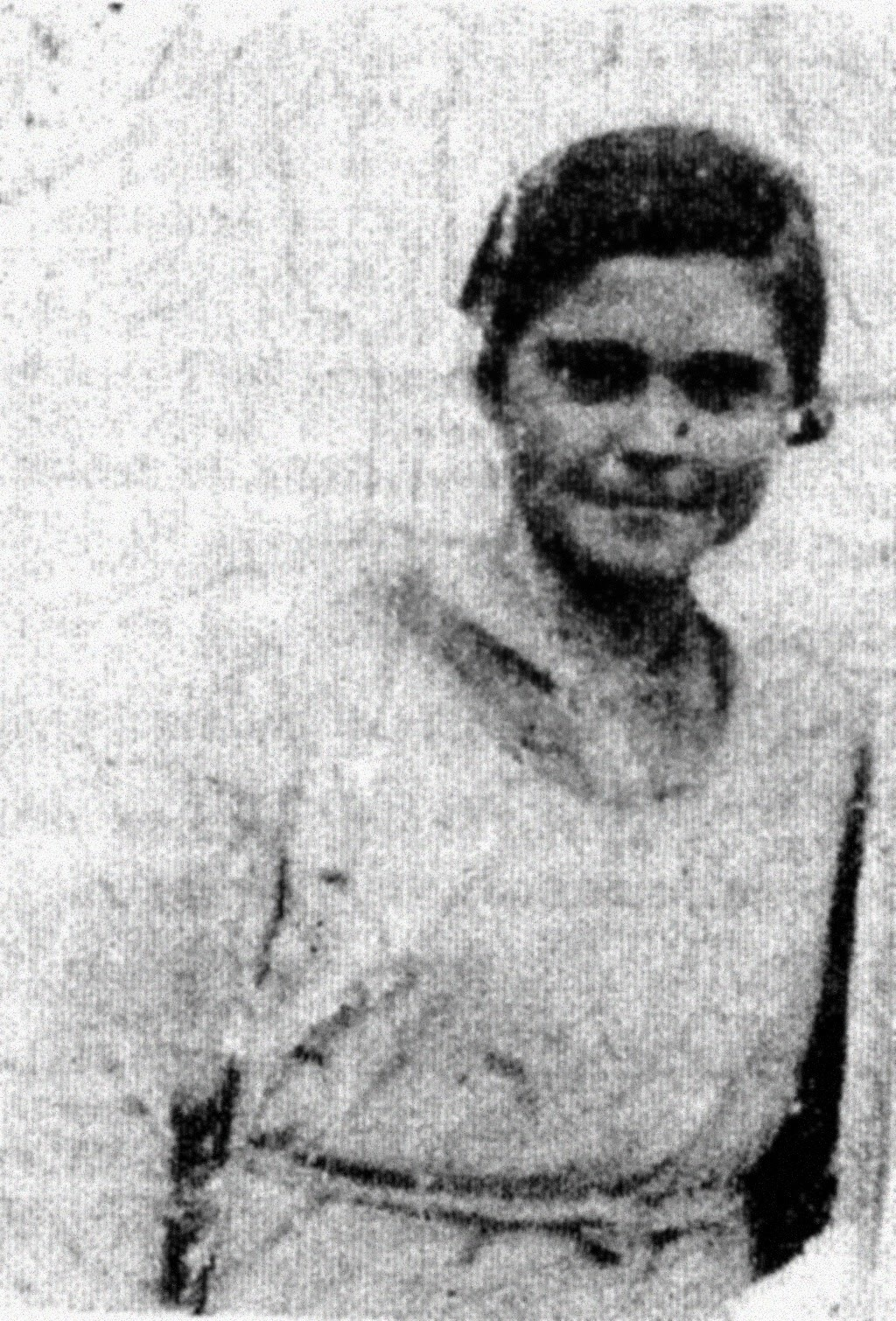
L'adolescente Maravillas Lamberto, fusillée le 15 août 1936 pendant la guerre d'Espagne.

- 1936 : exécution de l'adolescente Maravillas Lamberto en Navarre par les nationalistes espagnols, violée sous les yeux de son père, dont le martyre demeure le symbole de la Terreur blanche contre les femmes pendant la guerre d'Espagne[3].
- 1940 : « jeudi noir », lors de la bataille d’Angleterre.
- 1944 : 
  - début du débarquement en Provence (front de l’Ouest de la Seconde Guerre mondiale).
  - libération de Brive, première ville française à se libérer elle-même.
- 1945 : Gyokuon-hōsō, allocution radiophonique de l’empereur du Japon, reddition du Japon. C'est le jour de la victoire sur le Japon, après les bombes atomiques larguées sur Hiroshima puis Nagasaki, les 6 puis 9 août.
- 1947 : indépendance de l’Inde.
- 1948 : indépendance de la Corée du Sud.
- 1957 : le Maroc, indépendant depuis le 2 mars 1956, devient officiellement un royaume, et le sultan reçoit le titre de roi.
- 1960 : indépendance du Congo.
- 1971 :
  - Fin des accords de Bretton Woods : suspension de la convertibilité du dollar en or annoncées par Nixon[4].
  - indépendance de Bahreïn.
- 1984 : début du conflit armé turco-kurde, lancé par une attaque du PKK contre l’État turc.

### XXIesiècle
- 2017 : Ahmed Ouyahia devient Premier ministre d'Algérie en succédant à Abdelmadjid Tebboune.
- 2018 : une offensive des talibans à Ghazni est repoussée par l’armée d'Afghanistan.
- 2021 : en Afghanistan, les talibans prennent Kaboul et rétablissent l'Émirat islamique[5]. Le président Ashraf Ghani quitte le pays[6].
- 2023 : au Paraguay, Santiago Peña prend ses fonctions de président de la République.
- 2025 : en Alaska, rencontre de Donald Trump et Vladimir Poutine pour un sommet sur la guerre russo-ukrainienne[7].

## Arts, culture et religion
- Ier siècle : date fixée par les Églises chrétiennes sous l'empereur byzantin Maurice Ier (° 539 - 582 - † 602) comme celle du décès terrestre donc de la dormition ci-après (et de l'assomption vers le ciel) de Sainte Marie (voir célébrations religieuses plus bas).
- 1248 : début de la construction de la cathédrale de Cologne.
- 1483 : consécration de la chapelle Sixtine par le pape Sixte IV à Rome.
- 1652 : première des apparitions mariales de Querrien (en Bretagne) à la jeune Jeanne Courtel. La Vierge Marie serait apparue à la jeune fille. Culte autorisé par l'évêque et une chapelle est construite[8].
- 1806 : pose de la première pierre de l’arc de triomphe de l’Étoile.

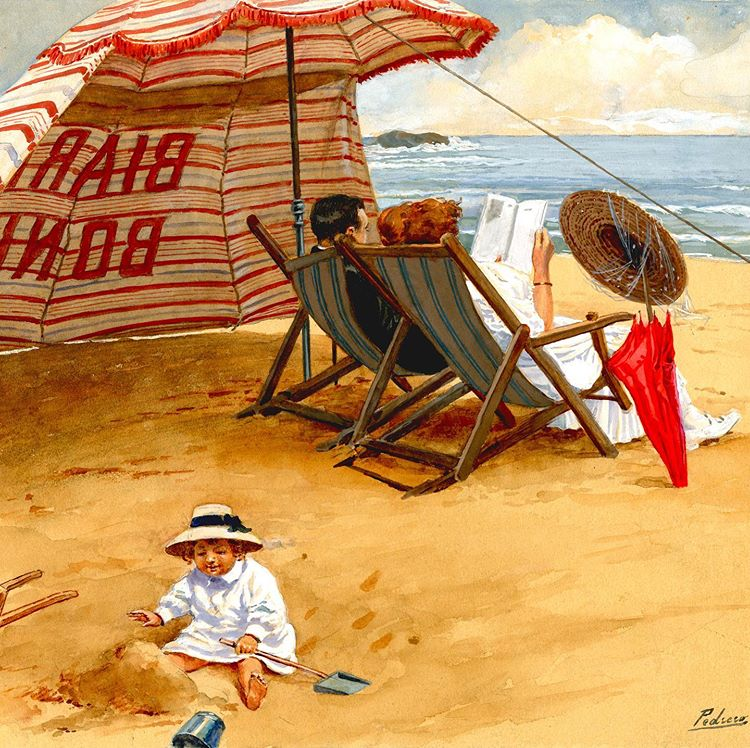
« Biarritz Bonheur », illustration du numéro du 15 août 1915 de la revue espagnole Blanco y Negro par Mariano Pedrero.

- 1969 : le festival de Woodstock rassemble plus de 400 000 personnes, dans une campagne de l'État fédéré américain de New York, pour « la paix et la musique ».
- 1979 : première édition de la « Madone des motards », fondée par l’abbé Louis Prévoteau.

## Sciences et techniques
- 1977 : le radiotélescope Big Ear, dans l’Ohio (États-Unis), intercepte le signal « Wow ! ».
- 2000 : lancement de la première version du lecteur multimédia xine.
- 2013 : le National Museum of Natural History annonce la découverte d’une nouvelle espèce de mammifère en Amérique, le Bassaricyon neblina.
- 2018 : annonce de la détection de fer et de titane dans l'atmosphère de KELT-9 b, une exoplanète de type Jupiter ultra-chaud.

## Économie et société
- 1945 : Condamnation de Philippe Pétain à la peine de mort et à l'indignité nationale par la Haute Cour de justice de la Seine
- 2007 : séisme au Pérou. 600 morts, 1 800 blessés.

## Naissances

### XIesiècle
- 1013 : Teishi, impératrice du Japon († 3 février 1093).

### XIIesiècle
- 1171 : Alphonse IX de León, roi de León et de Galice, de 1188 à 1230 († septembre 1230).

### XVIIesiècle
- 1615 : Marie de Lorraine, duchesse de Guise et princesse de Monaco de la Maison de Guise († 3 mars 1688).
- 1656 : Léon Potier de Gesvres, prélat français († 12 novembre 1744).
- 1685 : Jacob Theodor Klein, naturaliste allemand († 27 février 1759).

### XVIIIesiècle
- 1712 : César Gabriel de Choiseul-Praslin, militaire, diplomate et homme d'État français († 15 novembre 1785).
- 1717 : Carmontelle, peintre et écrivain français († 26 décembre 1806).
- 1750 : Sylvain Maréchal, écrivain français († 18 janvier 1803).
- 1769 : Napoléon Bonaparte, officier militaire corse, consul puis empereur des Français de 1804 à 1814 et Cent-Jours en 1815 († 5 mai 1821).
- 1771 : Walter Scott, écrivain et poète britannique († 21 septembre 1832).
- 1781 : Charlotte Martner, peintre miniaturiste française († 22 juillet 1839)[9].
- 1785 : Thomas de Quincey, écrivain britannique († 8 décembre 1859).

### XIXesiècle
- 1802 : Théodore Gudin, peintre français († 11 avril 1880)
- 1807 : Jules Grévy, homme politique français, président de la République française de 1879 à 1887 († 9 septembre 1891).
- 1837 : Ludwig Angerer, photographe austro-hongrois († 12 mai 1879).
- 1858 :
  - Emma Calvé, cantatrice française († 6 janvier 1942).
  - Michael Hainisch, homme d'État autrichien, second président de l'Autriche de 1920 à 1928 († 26 février 1940).
  - Edith Nesbit, romancière anglaise, auteure de littérature pour la jeunesse († 4 mai 1924).
- 1859 : Ferdinand Bac, écrivain, dessinateur, caricaturiste, décorateur, peintre, ferronnier, paysagiste et lithographe français († 18 novembre 1952).
- 1862 : Jules Viard, archiviste et historien français († 21 avril 1939)
- 1865 : 
  - Victor Morin, notaire et homme politique québécois († 30 septembre 1960).
  - Mikao Usui (臼井甕男), fondateur japonais du reiki († 9 mars 1926).
- 1872 : Aurobindo Ghose (अरविन्द घोष), philosophe et nationaliste indien († 5 décembre 1950).
- 1879 : 
  - Ethel Barrymore, actrice américaine († 18 juin 1959).
  - Albert Hazen Wright, zoologiste américain († 4 juillet 1970).
- 1883 : Ivan Meštrović, sculpteur croate († 16 janvier 1962).
- 1888 : 
  - Gottlieb Duttweiler, entrepreneur et homme politique suisse († 8 juin 1962).
  - Louis Lebel, homme politique français († 24 mai 1960).
- 1890 :
  - Elizabeth Bolden, doyenne des États-Unis de 2005 à 2006, et de l'humanité d'août à décembre 2006 († 11 décembre 2006).
  - Jacques Ibert, compositeur français († 5 février 1962).
- 1892 : Louis de Broglie, physicien français, prix Nobel de physique 1929 († 19 mars 1987).
- 1893 : Pierre Dac (André Isaac dit), humoriste, résistant et homme de radio et de télévision français († 9 février 1975).
- 1896 :
  - Marie Besnard, présumée tueuse en série française acquittée en 1961 († 14 février 1980).
  - Gerty Theresa Cori, biochimiste américaine, prix Nobel de physiologie ou médecine 1947 († 26 octobre 1957).
- 1899 : Carola Lorenzini, aviatrice argentine († 23 novembre 1941).

### XXesiècle
- 1901 : Alfred Balachowsky, entomologiste et résistant français d'origine russe († 24 décembre 1983).
- 1904 : George Klein (en), inventeur canadien, inventeur du fauteuil roulant électrique († 4 novembre 1992).
- 1906 : Suzanne Basdevant, professeur de droit française († 2 mars 1995).
- 1908 : René Lucot, réalisateur et scénariste français († 10 octobre 2003).
- 1909 : Hugo Winterhalter (en), chef d’orchestre, arrangeur et compositeur américain († 17 septembre 1973).
- 1912 : 
  - Julia Child, personnalité américaine de la gastronomie et animatrice de télévision († 13 août 2004).
  - Wendy Hiller, actrice anglaise († 14 mai 2003).
  - Naoto Tajima, athlète japonais, champion olympique du triple saut († 4 décembre 1990).
  - Guido Morselli, écrivain italien († 31 juillet 1973).
- 1913 : Nguyễn Hữu Đang, journaliste et poète vietnamien († 8 février 2007).
- 1915 : François Darbon, acteur, metteur en scène et auteur français († 9 juillet 1998).
- 1917 : 
  - Jacques Andrieux, militaire français († 21 janvier 2005).
  - Ed Dobrotka, dessinateur américain de comics († 23 mars 1977).
  - Óscar Romero, archevêque catholique salvadorien († 24 mars 1980).
- 1919 : 
  - Jacques Dextraze, militaire canadien, général et chef d’état-major de la Défense († 9 mai 1993).
  - Menie Grégoire, journaliste et écrivaine française († 16 août 2014).
- 1921 : Vittorio Caprioli, acteur, scénariste et réalisateur italien († 2 octobre 1989).
- 1924 : 
  - Robert Bolt, scénariste, réalisateur et acteur britannique († 20 février 1995).
  - Petrus Kastenman, cavalier suédois, champion olympique († 10 juin 2013).
- 1925 :
  - Aldo Ciccolini, pianiste franco-italien († 1er février 2015).
  - Mike Connors (Krekor Ohanian, dit Touch), acteur américain cousin de Charles Aznavour († 26 janvier 2017).
  - Robert Massard, chanteur baryton français et béarnais.
  - Oscar Peterson, musicien canadien († 23 décembre 2007).
- 1928 : Nicolas Roeg, cinéaste britannique († 23 novembre 2018).
- 1930 : Simone Arnold Liebster, écrivaine  française.
- 1932 : Robert Forward, physicien et romancier américain († 21 septembre 2002).
- 1933 : 
  - Bobby Helms (Robert Lee Helms, dit), chanteur américain († 19 juin 1997).
  - Stanley Milgram, psychologue américain († 20 décembre 1984).
- 1934 :
  - Nino Ferrer (Nino Agostino Arturo Maria Ferrari, dit), chanteur et musicien instrumentiste français († 13 août 1998).
  - André Bo-Boliko Lokonga, homme politique zaïrois, Premier ministre du Zaïre de 1979 à 1980 († 30 mars 2018).
- 1935 :
  - Waldemar Baszanowski, haltérophile polonais, champion olympique († 29 avril 2011).
  - Marc-André Bédard, homme politique québécois († 25 novembre 2020).
  - Régine Deforges, écrivaine française († 3 avril 2014).
  - Émile Destombes, prélat français († 28 janvier 2016).
  - Luciano Vassalo, joueur de football italo-érythréen, comme son feu frère Italo Vassalo, footballeur éthiopien le plus capé († 16 septembre 2022).
- 1936 : Tahar Ouettar (الطاهر وطار), écrivain algérien († 12 août 2010).
- 1937 : 
  - Geneviève Casile (Geneviève Vanneufville, dite), actrice française.
  - Gilbert Comtois, acteur québécois († 19 mai 2021).
- 1938 : 
  - Stephen Breyer (Stephen Gerald Breyer), juriste américain et californien, juge assesseur de la Cour suprême des États-Unis de 1994 à juin 2022.
  - Fiama Hasse Pais Brandão, poète, dramaturge, traductrice et essayiste portugaise († 19 janvier 2007).
- 1939 : Nicole Avril, écrivaine française.
- 1942 : 
  - Anne-Marie Escoffier, femme politique française.
  - Maryse Joissains-Masini, femme politique française.
  - Franco Mimmi, écrivain italien.
  - Pete York, musicien anglais du groupe The Spencer Davis Group.
- 1944 :
  - Gianfranco Ferré, styliste italien († 17 juin 2007).
  - Michel Such, acteur français.
  - Sylvie Vartan, chanteuse française.
  - Michel Vauzelle, homme politique français, ancien ministre et président du conseil régional de Provence-Alpes-Côte d'Azur de 1998 à 2015.
- 1945 : 
  - Alain Juppé, homme politique français, Premier ministre de 1995 à 1997, plusieurs fois ministre et maire de Bordeaux de 1995 à 2004 et de 2006 à 2019, membre du Conseil constitutionnel après sa défaite en finale de la primaire de la droite centriste / républicaine pour l'élection présidentielle de 2017.
  - Gene Upshaw, joueur de football américain († 20 août 2008).
- 1946 : Jimmy Webb, auteur-compositeur américain.
- 1947 : 
  - Sonny Carter, astronaute américain († 5 avril 1991).
  - Nicole Duclos, athlète française spécialiste du 400 m.
- 1948 : 
  - Patsy Gallant, chanteuse canadienne.
  - Tom Johnson, musicien américain du groupe The Doobie Brothers.
  - Jean-Marie Nadeau, journaliste et syndicaliste canadien.
- 1949 : Richard Deacon, sculpteur britannique.
- 1950 :
  - Anne, princesse du Royaume-Uni.
  - Valdo Cilli, chanteur français d'origine italienne († 27 juin 2008).
  - Volker Fischer, épéiste allemand, champion olympique.
- 1951 : Robert Hunter « Bobby » Caldwell, chanteur et instrumentiste américain († 14 mars 2023).
- 1952 : Bernard Lacombe, footballeur français († 17 juin 2025).
- 1954 :
  - Henri de Castries, homme d’affaires français, P.-D.G. d’Axa de 2000 à 2016.
  - Stieg Larsson, journaliste et écrivain suédois († 9 novembre 2004).
- 1956 : Lorraine Desmarais, pianiste de jazz québécoise.
- 1957 : Olivier Grandjean, animateur franco-suisse de télévision.
- 1958 : 
  - Bob James (en) (Robert Harvey James, dit), joueur de baseball américain.
  - Christian Lehmann, médecin et écrivain français.
  - Craig MacTavish, joueur de hockey sur glace canadien.
- 1960 : Jean Condom, joueur de rugby à XV français.
- 1961 : Dietmar Mögenburg, athlète allemand, champion olympique de saut en hauteur.
- 1963 : 
  - Alejandro González Iñárritu, réalisateur et producteur mexicain.
  - Michel Layaz, écrivain suisse.
- 1964 : 
  - Luc Chatel, homme politique français.
  - Debi Mazar, actrice américaine.
- 1965 : Marie Grégoire, femme politique canadienne.
- 1966 : 
  - Chokri El Ouaer, footballeur tunisien.
  - Tasha de Vasconcelos, mannequin portugaise.
  - Diarra Raky Talla, femme politique malienne.
  - Lee Ki-soon, joueuse de handball sud-coréenne, championne olympique.
- 1967 : 
  - Frédéric Nihous, homme politique français et conseiller régional des Hauts-de-France.
  - Brahim Boutayeb, athlète marocain, champion olympique du 10 000 m.
  - Christophe Capelle, coureur cycliste français, champion olympique de poursuite.
- 1968 : 
  - Jeremy Peter Allen, réalisateur, scénariste et producteur canadien.
  - Debra Messing, actrice américaine.
- 1970 : Anthony Anderson, acteur et producteur américain.
- 1972 : Ben Affleck, acteur américain.
- 1973 : Juan Manuel Gil Navarro, acteur argentin.
- 1974 : Natasha Henstridge, actrice canadienne.
- 1976 : Dmitriy Fofonov (Дмитрий Александрович Фофонов), cycliste kazakh.
- 1977 : Martin Biron, joueur de hockey sur glace québécois.
- 1978 : Lilia Podkopayeva, gymnaste ukrainienne, double championne olympique.
- 1979 : 
  - Carl Edwards, pilote américain de NASCAR.
  - Zelimkhan Khangoshvili officier géorgien d'origine tchétchène († 23 août 2019).
- 1981 : 
  - Brendan Hansen, nageur américain.
  - Song Ji-hyo, actrice sud-coréenne.
- 1982 : Heather Carolin, actrice américaine.
- 1983 : Ava Santana, actrice américaine.
- 1984 : 
  - Alexandre Leduc, député québécois
  - Zack Lee, acteur, boxeur et entrepreneur indonésien.
- 1985 : Carbone Beni, défenseur des droits de l’Homme, un militant pro-démocratie congolais et cofondateur du mouvement citoyen Filimbi.
- 1987 : Deolinda Gimo, basketteuse mozambicaine.
- 1989 : 
  - Joe Jonas, musicien américain du groupe Jonas Brothers.
  - Carlos Pena, Jr., chanteur, danseur et acteur américain du groupe Big Time Rush.
  - Jakub Voráček, joueur de hockey sur glace professionnel tchèque.
- 1990 : Jennifer Lawrence, actrice américaine.
- 1995 : 
  - Mechteld Jungerius, actrice néerlandaise.
  - Chief Keef, rappeur américain.
- 2000 :
  - Laurens Devos, pongiste belge.
  - Runa Imai, nageuse japonaise.
- 2001 : 
  - Oliver Antman, footballeur finlandais.
  - Matthias Halagahu, joueur de rugby à XV français.
- 2003 : 
  - Alban Elezi Cannaferina, skieur alpin français.
  - Denzell García, footballeur mexicain.
  - Juanlu Sánchez, footballeur espagnol.
- 2004 : Mahmudu Bajo, footballeur gambien.
- 2005 : 
  - Semih Kılıçsoy, footballeur turc.
  - Cornelia Öhlund, skieuse alpine suédoise.
- 2006 : Liana Joseph, footballeuse française.

## Décès

### VIIesiècleav. J.-C.
- 605 av. J.-C. (ou 1er septembre plus communément admis) : Nabopolossar (ou Nabopolàssar, Nabû-apla-uṣur, Nabu-Apla-Usur, Nabou-Apla-Ousour, Nabou-Apal-Ousour, Nabu-APAL-usur), premier roi de Chaldée de la XIe dynastie de Babylone dite « dynastie babylonienne » ou encore « de période néo-babylonienne », de 626/625 av. J.-V. à sa mort (° vers 658 av. J.-C.).

### Iersiècle
- Après son fils Jésus (date et année réelles non connues, de même que l'historicité même de ce personnage biblique puis coranique dont cette date sans doute fictive de décès terrestre un 15 août a été fixée par les Églises bien après ces premiers siècles charnières vraisemblables de sa vie supposée, voir célébrations plus loin), Marie (ܡܪܝܡ / Maryam en araméen, מרים / Myriam en hébreu, Μαρία / María ou Μαριάμ / Mariám en grec, Maria en latin, مريم / Maryam en arabe, etc.), ci-après ; également connue sous les noms de Marie de Nazareth, de Vierge Marie ou encore de Sainte Vierge, Sainte Marie, de mère de Jésus voire mère de Dieu, de Notre(-)Dame, (la) Bonne Dame ou Bonne mère, d'« Immaculée Conception », cf. la bonne / belle fée azur de « Pinocchio »), femme juive de Galilée voire Judée en Palestine (et actuel Israël) et mère de Jésus de Nazareth, figure essentielle du christianisme notamment orthodoxe et catholique ainsi que de l'islam (° à des année et date inconnues aussi, du Ier siècle av. J.-C. son propre fils, bien que fixée là encore par l'Église catholique aux 8 septembre).

### Vesiècle
- 423 : Flavius Honorius, co-empereur puis empereur romain d'Occident (° 9 septembre 384).

### VIIIesiècle
- 778 : Roland, comte carolingien de la Marche de Bretagne, mort à Roncevaux supra contre des Basques, co-inspirateur d'une des toutes premières chansons de geste médiévales ultérieures.

### IXesiècle
- 873 : Tang Yizong (né Li Cui), empereur chinois de la dynastie Tang, de 859 à 873 (° 28 décembre 833).

### Xesiècle
- 978 : Li Yu (aussi appelé Li Houzhu), poète et empereur de la dynastie des Tang du Sud, de 961 à 976 (° 13 février 937).

### XIesiècle
- 1038 : saint-Étienne Ier de Hongrie (° v. 975).
- 1057 : Macbeth Ier (Mac Bethad mac Findlaích dit), roi d’Écosse, de 1040 à 1057 (° vers 1005).

### XIIesiècle
- 1118 : Alexis Ier Comnène (Ἀλέξιος Α’ Κομνηνός), empereur byzantin, de 1081 à 1118 (° 1048).

### XIVesiècle
- 1328 : Yesün Temür Khan (ᠶᠢᠰᠦᠨᠲᠡᠮᠦᠷ ᠬᠠᠭᠠᠨ, Есөнтөмөр хаан), khagan mongol de la dynastie Yuan, de 1323 à 1328 (° 28 novembre 1293).

### XVesiècle
- 1464 : Pie II (Enea Silvio Piccolomini dit), humaniste, érudit et 210e pape (° 18 octobre 1405).

### XVIesiècle
- 1572 : Gaston Du Prat ou Gaspard Du Prat, filleul de l’amiral Gaspard de Coligny de la branche calviniste d’Hauterive, arrière-petit fils du chancelier Antoine Du Prat, gouverneur de Bazas, massacré avec presque toute sa famille quelques jours avant la Saint-Barthélémy à Paris.

### XVIIesiècle
- 1667 : Albertino Barisoni, homme d'Église (° 7 septembre 1587).

### XIXesiècle
- 1889 : Aimé-Victor-François Guilbert, prélat français (° 15 novembre 1812).

### XXesiècle
- 1907 : Joseph Joachim, violoniste et compositeur austro-hongrois (° 28 juin 1831).
- 1926 : Paul LaRocque, évêque québécois (° 27 octobre 1846).
- 1935 :
  - Will Rogers, acteur, scénariste et producteur américain (° 4 novembre 1879).
  - Paul Signac, artiste-peintre français (° 11 novembre 1863).
- 1936 : Grazia Deledda, femme de lettres italienne, prix Nobel de littérature 1926 (° 27 septembre 1871).
- 1948 : Léon Sasportas, médecin et ethnologue français (° 21 janvier 1886).
- 1951 : Artur Schnabel, pianiste et compositeur autrichien (° 17 avril 1882).
- 1967 : René Magritte, peintre belge (° 21 novembre 1898).
- 1971 : Paul Lukas, acteur américain d'origine hongroise (° 26 mai 1895).
- 1974 : Geneviève Rostan, illustratrice et graveuse française (° 11 janvier 1886).
- 1975 : 
  - Robert Ploton, prêtre et résistant français (° 6 novembre 1901).
  - Sheikh Mujibur Rahman, homme politique, père fondateur du Bangladesh (° 17 mars 1920).
- 1976 : Harry C. Ingles, militaire américain (° 12 mars 1888).
- 1977 : Gilles Pellerin, humoriste et acteur québécois (° 18 avril 1926).
- 1981 : Alfred Barr, historien d'art américain (° 28 janvier 1902).
- 1983 : Marc Porel (Marc Michel Marrier de Lagatinerie dit), acteur français (° 3 janvier 1949).
- 1984 : Norman Petty, musicien, compositeur et producteur américain (° 25 mai 1927).
- 1987 : Louis Scutenaire, écrivain et poète belge (° 29 juin 1905).
- 1990 :
  - Lew DeWitt, chanteur et compositeur de musique country américain (° 12 mars 1938).
  - Viktor Tsoi (Виктор Цой), chanteur russe du groupe Kino (° 21 juin 1962).
- 1996 :
  - Masao Maruyama, politologue et théoricien japonais (° 22 mars 1914).
  - Jean-Pierre Maurin (Jean-Pierre Marie Henri Bourdeaux dit), acteur français, fils de Mado Maurin et frère aîné de Patrick Dewaere (° 18 juillet 1941).
  - Joe Seneca, acteur américain (° 14 janvier 1919).
- 1997 : Lubka Kolessa, pianiste et professeur de musique ukrainienne et ensuite canadienne (° 19 mai 1902).
- 1998 :
  - Georges Strouvé, directeur de la photographie français (° 29 juin 1927).
  - Anatole Vilzak, danseur et pédagogue russe puis américain (° 29 août 1896).
- 2000 : Denis Marion, écrivain belge (° 15 avril 1906).

### XXIesiècle
- 2002 : Osvaldo Silva, footballeur brésilien (° 13 mars 1934).
- 2003 : Mahluga Sadigova, actrice azerbaïdjanaise (° 28 avril 1917).
- 2004 : Sune Bergström, biochimiste suédois, prix Nobel de médecine en 1982 (° 10 janvier 1916).
- 2006 :
  - Marcel Vandenbussche, homme politique belge (° 28 janvier 1911).
  - Faas Wilkes, footballeur néerlandais (° 13 octobre 1943).
- 2007 : 
  - Richard Bradshaw (en), chef d’orchestre et administrateur britannique (° 26 avril 1944).
  - Ross Campbell (en), diplomate canadien, ambassadeur en Yougoslavie, en Algérie, Corée, au Japon, à l’OTAN et à l’Énergie atomique du Canada (° 4 novembre 1918).
  - Sam Pollock, administrateur sportif canadien (° 25 décembre 1925).
- 2008 : 
  - Héléna Bossis, actrice et directrice de théâtre (° 23 février 1919).
  - Carlos Meglia, dessinateur argentin (° 11 décembre 1957).
  - Vic Toweel, boxeur sud-africain (° 12 janvier 1928).
  - Jerry Wexler, journaliste et producteur de musique américain (° 10 janvier 1917).
- 2009 : 
  - Jim Dickinson, musicien et producteur américain (° 15 novembre 1941).
  - Shūe Matsubayashi, réalisateur et scénariste japonais (° 7 juillet 1920).
- 2010 : 
  - Lionel Régal, pilote automobile français (° 21 juillet 1973).
  - Joseph Sanguedolce, résistant, syndicaliste et homme politique français (° 16 décembre 1919).
- 2011 : 
  - Ángel Botta, footballeur puis entraîneur argentin (° 1925).
  - Allain Leprest, chanteur français (° 3 juin 1954).
  - André Ruffet, cycliste sur route français (° 10 septembre 1929).
  - Rick Rypien, hockeyeur sur glace canadien (° 16 mai 1984).
- 2012 : 
  - Elson Beiruth, footballeur brésilien (° 20 octobre 1941).
  - Altamiro Carrilho, flûtiste et compositeur brésilien (° 24 décembre 1924).
  - Martine Franck, photographe belge (° 2 avril 1938).
  - Harry Harrison, écrivain de science-fiction américain (° 12 mars 1925).
- 2013 : 
  - Rosalía Mera, femme d'affaires et philanthrope espagnole (° 28 janvier 1944).
  - Sławomir Mrożek, écrivain polonais (° 29 juin 1930).
  - August Schellenberg, acteur canadien (° 25 juillet 1936).
  - Marich Man Singh Shrestha, homme d'État népalais (° 1er janvier 1942).
  - Jacques Vergès, avocat, écrivain, et militant politique franco-algérien (° 20 avril 1924).
- 2014 : 
  - Licia Albanese, soprano italo-américaine (° 22 juillet 1909).
  - Jan Ekier, pianiste et compositeur polonais (° 29 août 1913).
  - Jacques Marlaud, essayiste et journaliste français (° 4 décembre 1944).
  - Ferdinando Riva, footballeur suisse (° 3 juillet 1930).
- 2016 :
  - Dalian Atkinson, footballeur anglais (° 21 mars 1968).
  - Solange Fasquelle, romancière française jurée du prix Femina (° 14 juillet 1933).
- 2017 : Jacqueline Monsigny, speakerine française (° 22 mars 1931).
- 2018 :
  - François Garnier, évêque catholique français, archevêque de Cambrai depuis 2000 (° 7 avril 1944).
  - Albert Millaire, acteur et metteur en scène québécois (° 18 janvier 1935).
- 2021 :
  - Gianfranco D'Angelo, acteur italien (° 19 août 1936).
  - Gerd Müller, footballeur allemand (° 3 novembre 1945).
- 2022 :
  - Christine Authier, auteure-compositrice-interprète et animatrice de radio française (° 20 mars 1950).
  - Tsuneko Sasamoto, photographe japonaise (° 1er septembre 1914).
  - Rajmund Zieliński, coureur cycliste polonais (° 9 novembre 1940).
- 2023 :
  - Klaus Bugdahl, coureur cycliste allemand (° 24 novembre 1934).
  - Bruno Ferrero, footballeur français (° 24 novembre 1933).
  - Léa Garcia, actrice brésilienne (° 11 mars 1933).
  - Gérard Leclerc, journaliste de radio et de télévision français (° 2 septembre 1951).
  - Arnold Östman, chef d'orchestre, pianiste et organiste suédois (° 24 décembre 1939).
  - Bindeshwar Pathak, sociologue indien (° 2 avril 1943).
  - Gilbert Portanier, céramiste français (° 28 septembre 1926).
  - Patrick Saytour, peintre contemporain français (° 18 septembre 1935).
  - Delia Steinberg Guzmán, philosophe et pianiste argentine (° 7 janvier 1943).
  - Vladimir Timoshinin, plongeur russe (° 12 juillet 1970).
- 2024 :
  - Lars Björn, hockeyeur sur glace suédois (° 16 décembre 1931).
  - Zaur Dakhte, directeur de la photographie et photographe iranien tadjik (° 18 août 1936).
  - Henri Epstein, physicien mathématicien français (° 24 septembre 1932).
  - Christian Estèbe, romancier français (° 11 juillet 1953).
  - Imre Komora, footballeur hongrois (° 5 juin 1940).
  - Claude Legros, acteur français (° 26 janvier 1932).
  - Jim McLaughlin, footballeur puis entraîneur nord-irlandais (° 20 décembre 1940).
  - Louis Mermaz, homme d'État français (° 20 août 1931).
  - Peter Procter, coureur cycliste et pilote automobile britannique (° 16 janvier 1930).
  - Alain de Sédouy, journaliste, réalisateur, scénariste et producteur de télévision français (° 15 novembre 1929).
- 2025 :
  - Greg Iles, romancier, scénariste et guitariste américain (° 8 avril 1960).
  - Javier Lambán, homme politique espagnol (° 19 août 1957).
  - Walter Swennen, artiste-peintre belge (° 27 février 1946).

## Célébrations
- Fin approximative des aoûtements en zones tempérées de l'hémisphère nord de la Terre ;
- plusieurs fêtes ci-après liées à l’Assomption de Marie, jour férié dans plusieurs pays de tradition majoritaire à Église catholique et à sa Dormition pour les Églises orthodoxes infra (mort terrestre supra).
- Acadie : fête nationale de l'Acadie, entre sud des États-Unis d'Amérique (bayous du sud de la Louisiane, etc.), Québec, Canada, diaspora des francophones d'Amérique du Nord déportés lors du « grand dérangement » et de leurs descendants (voir fête du royaume de France sous l'Ancien régime ci-après).
- Belgique : jour férié lié à l'Assomption de Marie.
  - Anvers : Moederkesdag / « fête des Mères » peut-être liée à celle du Christ.
  - Huy : Septennales.
  - République libre d'Outremeuse : XV août.
- République du Congo : fête nationale commémorant l’indépendance politique vis-à-vis de la France obtenue en 1960.
- Corée : fête de la libération célébrant le jour de la victoire sur le Japon en 1945 :
  - Corée du Nord : Chogukhaebangŭi nal, 조국해방의 날 / « jour de la libération de la patrie ».
  - Corée du Sud : Gwangbokjeol, 광복절 / littéralement « fête nationale du retour de la lumière ».
- Égypte : wafaa el-Nil / « fidélité au Nil », célébration rappelant la vénération antique des inondations du Nil (cf. Akhet).
- Espagne : jour férié lié à l'Assomption de Marie, dont par exemple la fiesta de la Virgen de la Candelaria / fête de la Vierge de la basilique de la Candelaria.
- États-Unis : victory over Japan day / « jour de la victoire sur le Japon » en 1945.
- France : 
  - jour férié lié à l'Assomption de Marie ci-après ;
  - ancienne fête du royaume de France dédié à ladite Marie sous une partie de l'Ancien régime (avec les 31 mai de la Visitation à sa cousine et de sainte Pétronille, Péron(n)elle ; et/ou avec les célébrations johanniques de mai envers la patronne secondaire de la France[10]) ; puis éphémère première fête nationale populaire saint-Napoléon sous les Premier et Second Empires (anniversaire de la naissance de Bonaparte supra par coïncidence)[11] ;
  - feu d'artifice des vacanciers aoûtiens dans certaines stations (balnéaires voire autres) en compensation de ceux du 14 juillet pour les juilletistes.
  - Bretagne :
    - Gouel Maria Hanter-Eost, Asompsion ou Gouel ar Werc'hez ;
    - Rassemblement des « Deux et plus » à Pleucadeuc (Morbihan).
    - Madone des motards à Porcaro (Morbihan).
- Grèce : jour des forces armées.
- Inde : jour de l'Indépendance (Inde), fête nationale commémorant l’indépendance politique de 1947 vis-à-vis de l'empire colonial britannique dit des Indes.
- Italie : jour férié lié à l'antique Ferragosto (cadre du film à la trame contemporaine Le Fanfaron / Il sorpasso par exemple) pour une part christianisé en Assunzione / « Assomption de Marie » comme au Vatican et ailleurs (jour férié).
- Japon dont Kansai (région) : dernier jour d'O-Bon (お盆?), festival bouddhiste honorant les esprits des ancêtres et mémoire pour les victimes de la Seconde Guerre mondiale.
- Liban : jour férié lié à l'Assomption de Marie / انتقال العذراء عيد إنتقال مريم العذراء الى السماء.
- Liechtenstein : jour férié de fête nationale sans doute lié à l'Assomption de Marie.
- Luxembourg : jour férié lié à l'Assomption de Marie.
- Pérou : fête de la ville d’Arequipa.
- Pologne : jour des forces armées.
- Portugal : jour férié lié à l'Assomption de Marie.
- Vatican : Assunzione di Maria / « Assomption de Marie » (jour férié).
- Christianisme :
  - fête de la Dormition de la Vierge Marie et/ou de son Assomption, fixée à cette date depuis l'empereur byzantin Maurice Ier du VIe et du tout début du VIIe siècle de notre ère comme ci-avant, à partir d'écrits apocryphes plus tardifs que le Nouveau testament canonique (contrairement à l'Ascension de son fils Jésus relatée quant à elle au début des Actes des Apôtres et à la fin des évangiles officiels de Saint Marc -XVI, 19- et de Saint Luc -XXIV, 51-), et avec pour socle d'(anciennes) fêtes païennes agricoles (plus ou moins) divinisées de mi-lunaison(s) estivale(s) telles que l'italique Ferragosto ci-avant ou la celtique Lugnasad du début du mois, etc. (cf. Notre-Dame du Mont-Carmel presque un mois auparavant et transfiguration du Mont-Tavor neuf jours en amont).
  - Lectionnaire de Jérusalem : dans sa strate ancienne, station au Kathisme, le troisième mille de Jérusalem, avec lectures d'Is. 7, 10-16a, de Ga. 3, 29 – 4, 7, de Lc 2, 1-7 (mots communs (Is., Lc) : enceinte, maison de David) ; dans sa strate plus récente, station dans la fondation du roi byzantin Maurice Ier, avec lectures des Prov. 31, 30-32, de Job 28, 5-11, d'Éz. 44, 1-3, de Ga.3, 24 - 4, 7, de Lc 1, 39-56 (mots communs : Abraham (Ga., Lc), femme (Prov., Lc, Ga.) -la lecture de Job fait allusion à la grotte du Kathisme, la lecture d’Ez. à la naissance virginale de Jésus (le porche fermé où s’assied le prince-).[réf. nécessaire]

### Saints des Églises chrétiennes

#### Saints des Églises catholique et orthodoxes
Saints des Églises catholique et orthodoxes :
- Altfrid († vers 876), moine bénédictin puis évêque de Hildesheim en Basse-Saxe, ami et agent diplomatique du roi Louis le Germanique.
- Alypius de Thagaste (° vers 360 - † vers 430), évêque de Thagaste en Numidie.
- Arduin († 1009), ou Ardoin, Ardouin, prêtre de Rimini en Émilie-Romagne, puis ermite au monastère de Saint-Gaudence.
- Arnoult († 1087), Arnoult de Soissons ou Arnoult d’Audenarde, ou Arnold, Arnulf, évêque d’Oudenburg, saint patron des meuniers et des brasseurs, en Belgique.
- Étienne († 1038), Étienne (Ier) de Hongrie ou Szent István, fonda et christianisa le Royaume de Hongrie ; célébré principalement le 16 août[14] par l’Église catholique romaine et le 20 août[15] par l’Église orthodoxe.
- Marie / Marie de Nazareth dite aussi la Vierge Marie, la Sainte Vierge, Sainte Marie, mère de Jésus, la mère de Dieu, Notre(-)Dame, l' « Immaculée Conception » ; femme juive de Palestine et actuel Israël, mère de Jésus de Nazareth, figure majeure du christianisme voire de l'islam (°  Ier siècle av. J.-C. son propre fils, † Ier siècle après lui).
- Simplicien († 404), Simplicien de Milan ou Simplicianus Soresini ou Simpliciano, archevêque de Milan, successeur de saint Ambroise ; célébré le 16 août[16] par les orthodoxes.
- Straton, Philippe, Eutychien et Cyprien († vers 301), martyrs sur le bûcher à Nicomédie en Bithynie ; célébrés le 17 août[17] par les orthodoxes.
- Tarsicius († vers 257), acolyte (sous-diacre), martyr à Rome sous Valérien et Gallien ; patron des premiers communiants et des servants d’autel.

#### Saints et bienheureux de l’Église catholique
Saints et bienheureux de l’Église catholique :
- Armida Barelli († 1952) Bienheureuse, Du Tiers-Ordre Séculier de Saint François.
- Aymon Taparelli († 1495) - ou « Aimon » -, bienheureux prêtre de l’ordre des Prêcheurs dominicain, prédicateur à la cour du bienheureux Amédée, duc de Savoie et inquisiteur pour la Lombardie.
- Claude Granzotto († 1947) Bienheureux, Frère franciscain sculpteur italien.
- Isidore Bakanja (1885 - 1909), bienheureux, domestique catéchumène chez les Pères trappistes, à Mbandaka, au Zaïre, martyr battu à mort par son patron.
- Julienne de Busto Arsizio (1427 - 1501) - ou « Giuliana Puricelli da Busto Arsizio » -, bienheureuse, religieuse converse Augustine, ermite dans les montagnes de Varèse au-dessus de Milan.
- Louis Batis Sainz, Emmanuel Morales, Sauveur Lara Puente et David Roldan Lara († 1926), laïcs, martyrs fusillés sur le territoire de Durango au Mexique.
- Marie du Sanctuaire de Saint Louis de Gonzague (1891 - 1936) - ou « Elivra Moragas Cantarero », carmélite et Prieure du couvent de Madrid, elle est fusillée par les Républicains espagnols lors de la guerre civile espagnole. Elle est fêtée également le 16 août.
- Pio Alberto Del Corona († 1912) Bienheureux, évêque italien.
- Stanislas Kostka (1550 - 1568), jeune prince polonais, novice jésuite ; célébré aussi par les Jésuites le 13 novembre[18].
- 26 nouveaux martyrs de la guerre civile espagnole († 1936)[19].

Saints des Églises orthodoxes
- Macaire († 1550), Macaire le Romain, né à Rome, exilé en Russie et converti à l’orthodoxie, moine à Novgorod, ermite près de la rivière Lezna, puis premier higoumène du monastère de la Dormition.

### Prénoms du jour
Bonne fête aux Marie, surtout féminines (et parfois masculines, autrefois et en prénoms composés en particulier, exemples ci-après) ;
- ses dérivés et variantes linguistiques : Macha, Maera, Mai, Maia ou Maïa ou Maya, Maïlis ou Maïlys, Maïwenn, Malika, Manon, Mara, Mari, Maria, Mariam, Marian, Mariane ou Marianne, Mariannick, Marielle, Mariem, Mariette, Marig, Marika, Marilène, Mariline, Marilyne, Mario, Marion (parfois masculins comme Marion Dufresne même si ici patronyme composé), Marisa, Marise, Marisol, Maritie, Mariya, Marjolaine, Marlène, Marpessa, Marouschka, Maroushka, Maruschka, Marushka, Mary, Maryam, Marylaure, Marylène, Marylin, Maryline, Maryse, May, Maÿlis, Mer, Meriam, Meriem, Meryem, Mia, Mireille, Miren, Moïra, Muriel, Murielle, Myriam, Pilar (?), etc. ;
- leurs nombreux composés : Anne-Marie, Jean-Marie, Jeanne-Marie, Marie-Dominique (diminutif Mado, quand ce n'est pas celui des Madeleine des 22 juillet parmi d'autres), Marie-Eve, Marie-Françoise, Marie-Jeanne, Marie-Madeleine (ci-avant), Marie-Pierre, Marie-Thérèse (aux diminutifs possibles Maïté, Marité, Maritie), etc.
- Cf. solennité de Marie les 1er janvier dite théotokos en grec phonétique.

Et aussi aux :
- Alfred et ses variantes voire diminutifs : Al, Alf, Alfie, Alfréda, Alfrédie, Alfrédine, Alfredo, Alipe, Auvray.
- Aux Alvin et ses variantes voire diminutifs : Ailwyn, Al, Aloin, Aluin, Alva, Alvan, Alven, Alvie, Alvina, Alvine, Alvino, Alwin, Alwina, Alwyn, Ardouin, Elvin, Elwin, Malvina, Melvina, Melvyn, etc.
- Aux Arnoud, Arnould comme la veille 14 août et les Arnaud et variantes les 10 février).
- Aux Assomption et ses variantes : Assunta, Asunción, Asunta, etc.
- Aux Glenda.

## Traditions et superstitions

### Dictons
- « À la mi-août, les noisettes ont le ventre roux. »[20]
- « À la mi-août, adieu les beaux jours. »
- « À la mi-août, l’hiver est en route »
- « À la mi-août, l’hiver se noue. »
- Paroles de la chanson La mi-août (prononcée l'ami-aou) de Ray Ventura, etc.[21].
- « Quand mi-août est bon, abondance à la maison ».

- « Au 15 août, gros nuages en l’air, c’est la neige pour l’hiver. »
- « Au 15 août, le coucou perd son chant ; c’est la caille qui le reprend. »
- « Après le 15 août, lève la pierre, la fraîcheur est dessous. »[22]
- Et l’Assomption même de Marie ci-avant fait l’objet de nombreux dictons sur Notre-Dame, la Bonne Dame ou Bonne mère.

### Astrologie
- Signe du zodiaque : vingt-quatrième jour du signe astrologique du lion.

## Toponymie
Le nom de nombreuses voies, places, sites et édifices de pays ou régions francophones contiennent cette date sous différentes graphies : voir Quinze-Août .